# فراتري

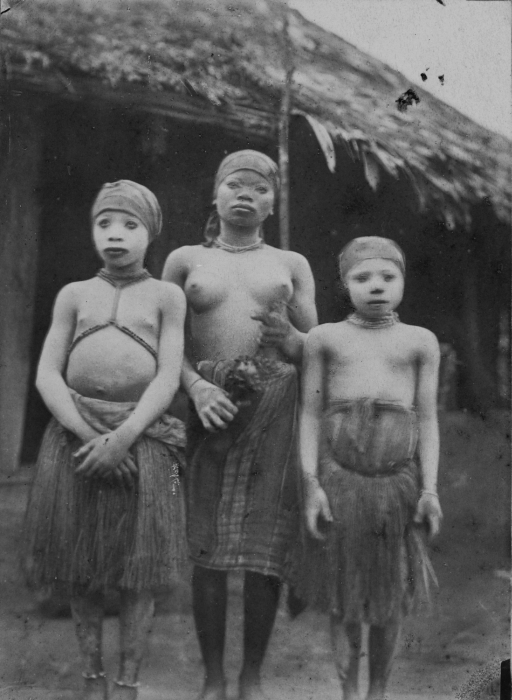
صورة لثلاث نساء فراتريات باللون الأبيض والأسود من قرية جبلية على نهر دو كوياه في متحف تروبين.

فراتري في اليونان القديمة، الفراترية ( (بالإغريقية: φρᾱτρῐ́ᾱ)‏ phrātríā "brotherhood, kinfolk"،كانت مجموعة تضم مواطنين في بعض دول المدن. كانت معروفة في معظم المدن الأيونية وفي أثينا، ويُعتقد أنهم كانوا موجودين في أماكن أخرى أيضًا. يُعرف القليل تقريبًا عن وظائف ومسؤوليات الفراتريات خارج أتيكا (المنطقة المحيطة بأثينا). داخل أثينا، لعبوا دورًا بارزًا في الحياة الاجتماعية والدينية، خاصة في مهرجان كبير يُدعى أباتوريا. لقد لعبوا دورًا مهمًا في تحديد إمكانية الحصول على الجنسية الأثينية، حيث كانت تُسجل جميع المواطنين (باستثناء قلة قليلة) وكانوا فقط المواطنين الذين يُلتحقون بالفراتري. يُطبق المصطلح أيضًا في علم الأنثروبولوجيا على مجموعات النسب المماثلة لعدة عشائر في مجتمعات أخرى.

## تاريخ
أصول وأصل الكلمة
أصول الفراترية في اليونان القديمة غير معروفة. من الممكن أن يكون أصلهم أيوني وأن وجودهم في أثينا نابع من هجرة معروفة من إيونيا في أواخر الفترة الميسينية. كان هذا هو تفسير الأصل الذي فضله العديد من الأثينيين الكلاسيكيين، بما في ذلك أرسطو. يفضل بعض العلماء أيضًا هذا التفسير لأنه من المعروف أن الفراتري كانت موجودة في معظم (وليس كل) دول المدن الأيونية، كما كان مهرجان الفراتري الرئيسي، أباتوريا. ومع ذلك، لا يُعرف أي شيء تقريبًا عن وظائف أو أهمية الأباتوريا والفراتريات في دول المدن الأيونية. لذلك فمن الممكن أنهم عملوا بشكل مختلف عن الفراتريات الأثينية وربما ظهروا بشكل منفصل. الأصول اللغوية لكلمة "فراتري" قديمة جدًا وتعود إلى الفترة الهندية الأوروبية، مما أدى إلى ظهور نظرية أصل ثانية للفراتريات: أنها تعود إلى العصور القديمة المبكرة ولم تنشأ في إيونيا ولكن في أماكن أخرى في اليونان. مصطلح "فراتري" في حد ذاته مشابه تمامًا لعدد من الكلمات التي تعني "أخ" في اللغات المشتقة من اللغة الهندية الأوروبية، مما يجعل من المعقول أكثر أن المؤسسات المسماة فراتري ظهرت بشكل مستقل في أتيكا (أثينا) وإيونيا. إن وجود أباتوريا في كل من إيونيا وأثينا يعقد نظرية المنشأ الثانية إلى حد ما، ولكن في الوقت الحاضر العلماء غير متأكدين إلى حد كبير حول كيفية ظهور الفراتريات فعليًا.

## فترة قديمة
القليل الذي نعرفه عن الفراتريات قبل القرن الخامس قبل الميلاد مستمد بشكل أساسي من هوميروس ومن قانون دراكو للقتل، والذي يعود تاريخه على الأرجح إلى حوالي 620 قبل الميلاد. يذكر هوميروس الفراتريات عدة مرات في أعماله، على الرغم من عدم ذكرها بأية تفاصيل على الإطلاق.  يشير ذكرها بشكل كبير إلى أنها كانت راسخة في قانون دراكو للقتل في زمن هوميروس، من أثينا، يوضح تفاصيل من يمكنه العفو عن القاتل أولاً، يحق للعائلة المباشرة لضحية القاتل العفو عن القاتل إذا لم تكن هناك عائلة مباشرة، تنتقل السلطة بعد ذلك إلى الأسرة الممتدة إذا لم يكن للضحية أيضًا عائلة ممتدة.  ثم تنتقل سلطة العفو عن القاتل إلى أعضاء الفراترية الضحية، حيث لا توجد تعليمات أخرى حول ما يحدث إذا لم تكن الضحية في الفراترية، وقد فسر العلماء هذا بشكل عام على أنه يعني أنه في وقت مبكر من القرن السابع قبل الميلاد، كان جميع المواطنين الأثينيين أعضاء في الفراترية، وينص قانون دراكو للقتل أيضًا على أن العشرة الأكثر أرستقراطية من بين أعضاء الفراترية هم من سيتخذون القرار، مما يعني أنه في هذه المرحلة المبكرة من التاريخ الأثيني، كانت الطبقة الأرستقراطية تهيمن على الفراتريات، وهذا من شأنه أن يعكس الهيمنة الأرستقراطية للدولة المدينة الأوسع في هذا الوقت.
أجرى كليسثنيس عملية إعادة تنظيم كبرى للمؤسسات الأثينية في عام 508 قبل الميلاد. بشكل عام، جعل أثينا أكثر ديمقراطية وأقل أرستقراطية. ومن المعروف أنه أعاد تنظيم وإعادة تشكيل الشعبة وأنشأ ديميس، مجموعتين أخريين ينتمي إليهما جميع المواطنين الأثينيين. وسواء قام بإصلاح الفراتريات أم لا، فمن غير المعروف أحد الباحثين البارزين في هذا المجال، سي دي لامبرت، يتكهن بأن الفراتريات لم تشارك في الحياة العسكرية أو السياسية أو مسؤوليات المواطنة وأن كليسثنيس أعاد تنظيم المؤسسات في تلك المناطق فقط. ويخمن أيضًا أن أي تغيير حدث في الفراتريات كان رد فعل على إعادة تنظيم المؤسسات الأثينية الأخرى.  بدلاً من الإصلاح الذي قام به كليسثنيس مباشرة.

## فترة كلاسيكية
من المحتمل أن الفراتريس وصلت إلى أهميتها القصوى في أثينا بين القرنين الخامس والثالث قبل الميلاد، عندما يكون لدينا السجلات الأكثر وجودًا لها. وفي هذا الوقت، لعبوا دورًا بارزًا في الحياة الدينية والاجتماعية اليونانية. عدد الفراتريات التي كانت موجودة خلال هذه الفترة غير معروف. أسماء تسعة فراتري معروفة ويُعتقد أن عددها لا يقل عن ثلاثين فراتريًا. ومن الممكن أن يكون هناك ما يصل إلى 140 فراتري، والتي، إذا كان الأمر كذلك، من شأنها أن تطابق عدد الديميات. بالنظر إلى التقديرات العلمية التي تضع عدد السكان الذكور من المواطنين الأثينيين بين 20.000 و30.000 في القرن الرابع قبل الميلاد، فقد يعني هذا أن الفراتريات كانت كبيرة بما يصل إلى 1000 ذكر بالغ لكل فراتري أو صغيرة مثل 140 ذكرًا بالغًا لكل فراتري. ومن المحتمل أيضًا أن تكون الفراتريات المختلفة ذات أحجام مختلفة وأن الفراتريات انقسمت أواندمجت عندما تطلبت التغييرات الديموغرافية داخلها.
مع استثناءات محدودة للغاية، اقتصرت العضوية في الفراتري على المواطنين الذكور البالغين الذين ينحدرون من أعضاء المواطنين الذكور البالغين في تلك الفراترية. الاستثناء الوحيد المعروف هو المواطنون المتجنسون، الذين كانوا عادةً مسجلين في الفراتري عند حصولهم على الجنسية الأثينية. كانت المواطنة والعضوية من الاهتمامات الرئيسية للفراتريات في هذه الفترة، وتتعامل النصوص الباقية على نطاق واسع مع الأسئلة المتعلقة بالعضوية. وهذا على الأرجح لأن مؤهلات الجنسية الأثينية كانت مبنية على النسب من آباء مواطنين أثينيين (ولاحقًا، أيضًا الأمهات) وكانت الفراتريات واحدة من اثنتين. المؤسسات التي تتبع النسب (الأخرى هي ديميس).
في عام 451 قبل الميلاد، غيّر بريكليس مؤهلات المواطنة ليشترط على المواطن أن يكون له أبوين أثينيين بدلاً من مجرد أب مواطن أثيني. نظرًا لأن الفراتريات كانت المؤسسات الوحيدة التي تتتبع نسب الإناث (كانت الديمو تهتم بالذكور فقط)، فقد زاد هذا القانون الاهتمام بالمواطنة والعضوية في الفراتريات. يبدو أن الفراتري غيرت مؤهلاتها للعضوية لتتناسب مع متطلبات المواطنة الجديدة، ولكن من المحتمل أن يكون التغيير عبارة عن فراتري تلو الأخرى وليس جزءًا صريحًا من قانون الجنسية الجديد. أصبحت الفراتريس أكثر اهتمامًا بالمواطنة والنسب خلال الحرب البيلوبونيسية، عندما أدت الهجرة واسعة النطاق والخدمة العسكرية والوفاة المبكرة إلى زيادة صعوبة حفظ السجلات. ويوثق أكبر مخبأ، مراسيم الفراترية التي تسمى ديموشنوداي (Demotionodai) المتمركزة في بلدة تسمى ديسيليا (Decelea)في شمال أتيكا، يعود تاريخها إلى هذه الفترة وتناقش بشكل حصري تقريبًا مؤهلات العضوية وإجراءات التقديم.

## مهرجانات فراترية
أكبر وأبرز وأهم مهرجان فراتري كان أباتوريا، وهو مهرجان يستمر لمدة ثلاثة أيام خلال شهر بيانيبسيون الأثيني. وهذا من شأنه أن يقام المهرجان خلال شهر أكتوبر أو نوفمبر، حسب السنة. أحد أكبر مهرجانات العام في أثينا، احتوى مهرجان الأباتوريا على العديد من الطقوس المختلفة بداخله ومن المحتمل أن يختلف إلى حد ما اعتمادًا على الفراتري الذي كان أحد أعضاءه. ومن بين أهم الأجزاء كان المهرجان عبارة عن جاميليا وميون وكوريون. كانت "الجاميليا" هي العملية التي من خلالها يقدم عضو الفراتري زوجته الجديدة إلى الفراتري، الذي رحب بها وقبلها. على الرغم من أن الإناث لم يصبحن أعضاء في الفراتري، إلا أن الفراتري كان لديها بعض الإشراف على الإناث في أسر أعضاء الفراترية الذكور البالغين. اكتسبت الجاميليا أيضًا أهمية إضافية بعد قانون الجنسية الجديد الذي أصدره بريكليس عام 451 قبل الميلاد، حيث أنشأ سجلاً لتاريخ ومؤهلات زوجات المواطنين وبالتالي أهلية أبنائهم للحصول على الجنسية.

## ميون
كان الميون هو الحفل الذي يقوم فيه أعضاء الفراتري بتقديم أطفالهم الذكور لأول مرة إلى الفراتري. من غير المعروف ما إذا كان الميون قد حدث في كل الفراتري، ولكن يبدو أنه لا توجد قاعدة ثابتة فيما يتعلق بالوقت الذي يجب أن يقدم فيه عضو الفراتري طفله لمراسم الميون. كان الكوريون هو التقديم الثاني لنسل الذكور إلى الفراتري ومن المحتمل أنها حدثت خلال فترة المراهقة. بعد خضوعه للكوريون، كان الذكر يعتبرعضوًا كامل العضوية في الفراترية. في كل من ميون وكوريون، كان من الممكن لأعضاء الفراتري أن يعترضوا على تعيين العضو الجديد إذا كانوا يعتقدون أن نسبه غير كاف. ومن غير الواضح ما إذا كان إجراء التدقيق الذي أعقب ذلك كان معيارًا لكل عضو جديد أو أنه يتم إجراؤه فقط في حالة اعتراض شخص ما. ويبدو أيضًا أن الإجراء المحدد للميون والكوريون والتدقيق يختلف باختلاف الفراتري. وكان هناك أيضًا حفل تعريفي للإناث، على الرغم من أن التفاصيل غير معروفة. ومن غير المعروف أيضًا ما إذا كان ذلك احتفالًا عالميًا، أم أنه تم إجراؤه فقط من قبل بعض الفراتريات أو بعض العائلات.

## إجراءات ومؤسسات
توضح مراسيم Demotionodai تفاصيل إجراءات التدقيق لتلك الفراترية في العقود التي تلت الحرب البيلوبونيسية. سيتم تغريم المجندين المحتملين والشخص الذي قدمهم للتدقيق من قبل الفراتري إذا اعتبر المجند غير مؤهل لعضوية الفراتري. وتنص مراسيم Demotionodai أيضًا على أنه يجب الإعلان عن فحص المرشح للعضوية في كل من أثينا وديسيليا، ربما نتيجة للهجرة الفراترية الكبيرة من ديسيليا إلى أثينا خلال الحرب البيلوبونيسية. كان من المعروف أن الفراتري يعمل من محل حلاقة في أثينا حيث يتجمع أعضاء الفراتري. كما تهتم الإجراءات أيضًا بتقديم المرشحين لعضوية الفراتري الذين ليس لديهم آباء ليشهدواعلى أهليتهم. وكان هذا على الأرجح مصدر قلق كبير في تلك الفترة بسبب الموت الشديد الناجم عن الطاعون والحرب، وربما كان مصدر قلق خاص لفراترية ديموشنوداي بسبب مركزها في ديسيليا، وهي منطقة حدودية احتلتها أسبرطة أثناء الحرب.
وتوضح مراسيم Demotionodai أيضًا على وجود ضباط فراتري منتخبين، بقيادة بطريرك منتخب. وهذا من شأنه أن يمثل تغييرًا ديمقراطيًا من القيادة الفراترية الأرستقراطية كما هو منصوص عليه في قانون دراكو قبل قرون مضت، ومن شأنه أن يعكس التغييرات الديمقراطية في المجتمع الأثيني الأوسع. توضح المراسيم أيضًا أن الفراتري كان لها خزانة مستقلة، حيث كانت هناك غرامات مفروضة على المرشحين للعضوية الذين تم رفض عضويتهم بعد إجراء التدقيق. ويعتقد أن كلاً من القيادة المنتخبة والتمويل المؤسسي كانت مشتركة بين الفراتريات الأخرى أيضًا، وهناك سجلات للفراتريات أنفسهم بمثابة وكلاء الإقراض وملاك للأراضي.
السجلات الوحيدة الموثوقة للمواطنين الذين ليس لديهم عضوية في الفراترية تعود أيضًا إلى وقت قريب من الحرب البيلوبونيسية. تم منح الجنسية إلى البلاتيين في عام 427 قبل الميلاد، والساميين في 405/4 قبل الميلاد وأبطال Phyle في 401/0 قبل الميلاد، ولكن لم تتضمن أي من هذه المنح لتسجيل في الفراترية. وقد تم تسجيل البلاتيين في ديميس، لكن الساميين وأبطال Phyle لم يكونوا كذلك. يشير هذا إلى أن هذه المجموعات كانت تتمتع بمواطنة محدودة إلى حد ما، حيث كانت العضوية في الفراترية والديمة شرطًا أساسيًا لمعظم امتيازات وواجبات المواطنة. من غير المعروف ما إذا كانت هناك منح أخرى للجنسية للأفراد أو المجموعات التي لم تتضمن عضوية الفراتري، ولكن يُعتقد أنها كانت غير شائعة ولا توجد سجلات أخرى موثوقة للمواطنين، المتجنسين أو غير مسجلين في الفراتري.

## انخفاض
حوالي عام 250 قبل الميلاد، انخفضت الإشارات الموجودة إلى الفراتريات قليلًا. من 250 قبل الميلاد إلى 150 قبل الميلاد، الإشارات الوحيدة الباقية إلى الفراتريات هي منح الجنسية التي تسجل مواطنين جدد في الفراتري،
ولكن ليس من الواضح ما إذا كان هذا يعني أن الفراتري لا تزال نشطة بشكل كبير. تم تسجيل نفس هؤلاء المواطنين الجدد أيضًا في الفيلاي، التي كانت خاملة بشكل أساسي لعدة قرون، على الرغم من أنهم لا يزالون موجودين من الناحية الفنية. بعد عام 150 قبل الميلاد، لم تعد منح الجنسية تشمل التسجيل في الفراتري، أو المقاطعات، أو الشعب. يعتقد الباحثون أن تراجع الفراتريات يرتبط بانخفاض أهمية الجنسية الأثينية. وبما أن أثينا فقدت إمبراطوريتها واستقلالها، فقد ظهرت أهمية السيطرة الصارمة على الجنسية الأثينية. وانخفضت الفوائد المرتبطة بالمواطنة بشكل كبير حيث ارتبطت الفراتري ارتباطًا وثيقًا بأهلية الحصول على الجنسية والمشاركة في واجبات المواطنة، ويُعتقد أنها انخفضت نتيجة لذلك. هناك نظرية أخرى ذات صلة ومكملة وهي أن المواطنة أصبحت مرتبطة بشكل وثيق بالخدمة العسكرية بدلاً من النسب، الأمر الذي كان له تأثير مماثل على الفراتريات واحتفالاتها الخاصة بالتدقيق والتحريض.